# Afrassíabe (sítio arqueológico)
Afrassíabe (em persa: افراسیاب; romaniz.: Afrasi(y)ab; em usbeque: Afrosiyob) é um antigo sítio do norte de Samarcanda, atual Usbequistão, ocupado de meados do I milênio a.C. ao século XIII d.C.. A tradição liga a sua origem ao mítico Afrassíabe, que aparece no Avestá como rei do Turanistão. Nas primeiras escavações feitas no sítio foram achados os seus célebres afrescos soguedianos. Nos anos 1970, nova escavações revelaram seus edifícios medievais (arrábita, xaristão, postais e fortificações). Na área do xaristão, há as ruínas de um complexo palaciano do período do Canato Caracânida (840–1211), que quiçá foi destruído em 1212 quando eclodiu uma revolta contra o domínio pelo Império Corásmio (1077–1231), mas foi reconstruído mais tarde.

## Murais
Murais notáveis mostram Varcumã, rei de Afrassíabe, no século VII. É visto sendo visitado por embaixadas de vários países como Chaganiã (no atual Usbequistão), Chache (atual Tasquente), Império Tangue (na China), Império do Tibete e Cogurio (Península Coreana) e inclusive seu nome é citado. Na delegação, os chineses levaram presentes na forma de seda. Pensa-se que foram feitos entre 648 e 651, poucos antes do fim do Grão-Canato Turco Ocidental (603–657), ou depois de 658, quando a o grão-canato foi absorvido pelo Império Tangue.

## bibliografia
- Baumer, Christoph (2018). History of Central Asia, The: 4-volume set. Londres e Nova Iorque: I.B.Tauris

- Fedorov-Davydov, G. A. (1983). «Archaeological Research in Central Asia of the Muslim Period». World Archaeology. 14 (3): 393-405

- Law, David A. (1992). From Samaria to Samarkand: The Ten Lost Tribes of Israel. Lanham, Marilândia: Imprensa da Universidade da América

- Pugachenkova, G. (1998). «Mikhail Evgenievich Masson - the founder of the archaeological school in Central Asia». UNESCO

- Whitfield, Susan; Sims-Willams, Ursula (2004). The Silk Road. Trade, Trave, War and Faith. Chicago: Serindia

- Yamauchi, Kazuya; Taniguchi, Yoko; Uno, Tomoko (2007). Mural Paintings of the Silk Road: Cultural Exchanges Between East and West : Proceedings of the 29th Annual International Symposium on the Conservation and Restoration of Cultural Property, National Research Institute for Cultural Properties, Tokyo, January 2006. Londres: Arquétipo